# Hofanlage Fuldenriede 4
Die Hofanlage Fuldenriede 4 in Syke, Ortsteil Jardinghausen, an der Hache, wurde wohl im 18. Jahrhundert gebaut.
Die Gebäudegruppe steht unter Denkmalschutz. Sie ist in der Liste der Baudenkmale in Jardinghausen.

## Geschichte
Die kleine Hofanlage besteht aus
- dem eingeschossigen Wohn- und Wirtschaftsgebäude als niedersächsisches Hallenhaus in Fachwerk mit Steinausfachungen, reetgedecktem Krüppelwalmdach und Niedersachsengiebel mit Eulenloch; das zum Wohnhaus umgebaute Bauernhaus wurde danach unter anderem von der Familie Bellingrodt genutzt
- der Scheune als einfacher Holzbau mit Walmdach
- einem Nebengebäude als Fachwerkhaus mit Satteldach; heute Wohnhaus[1]

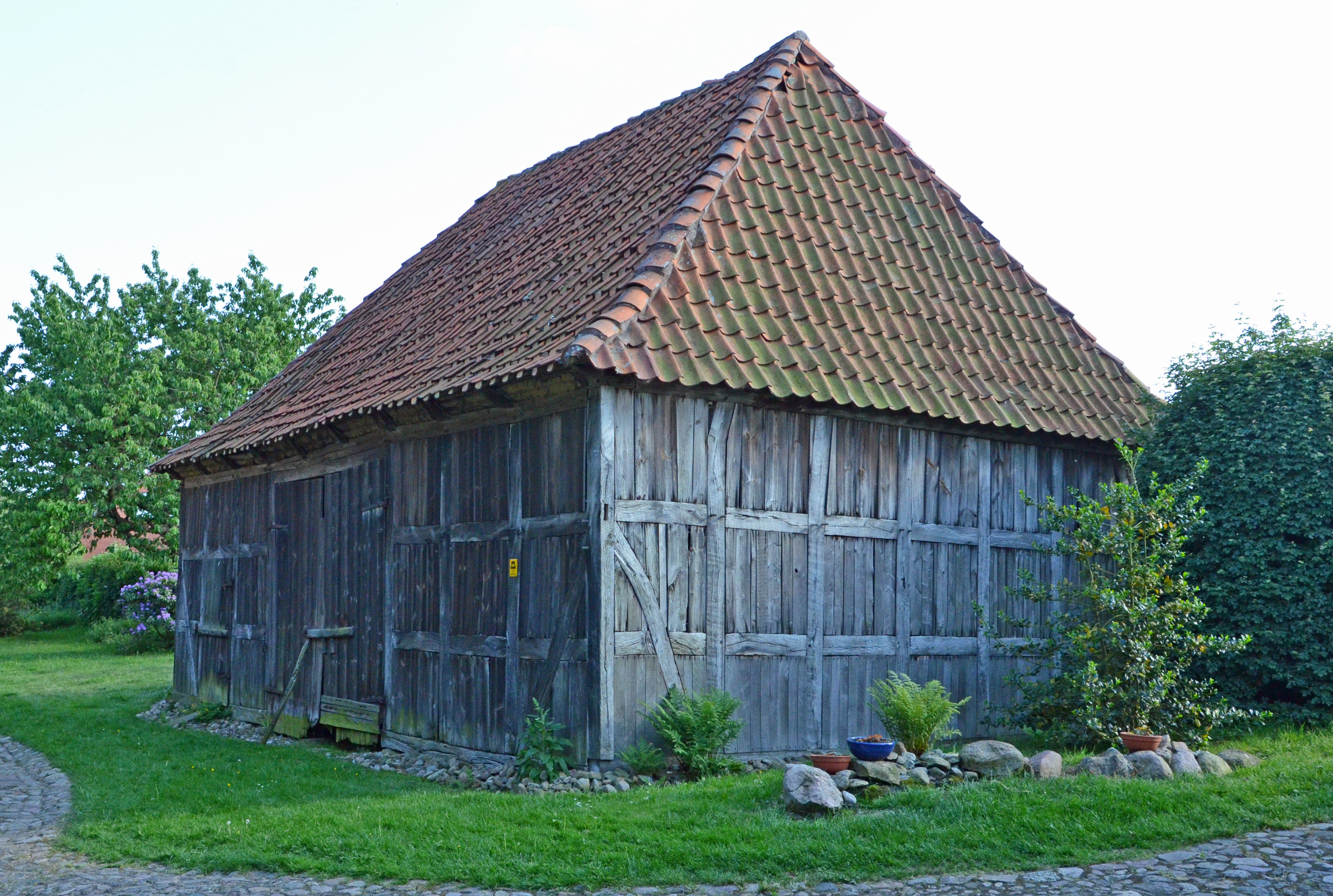
Scheune
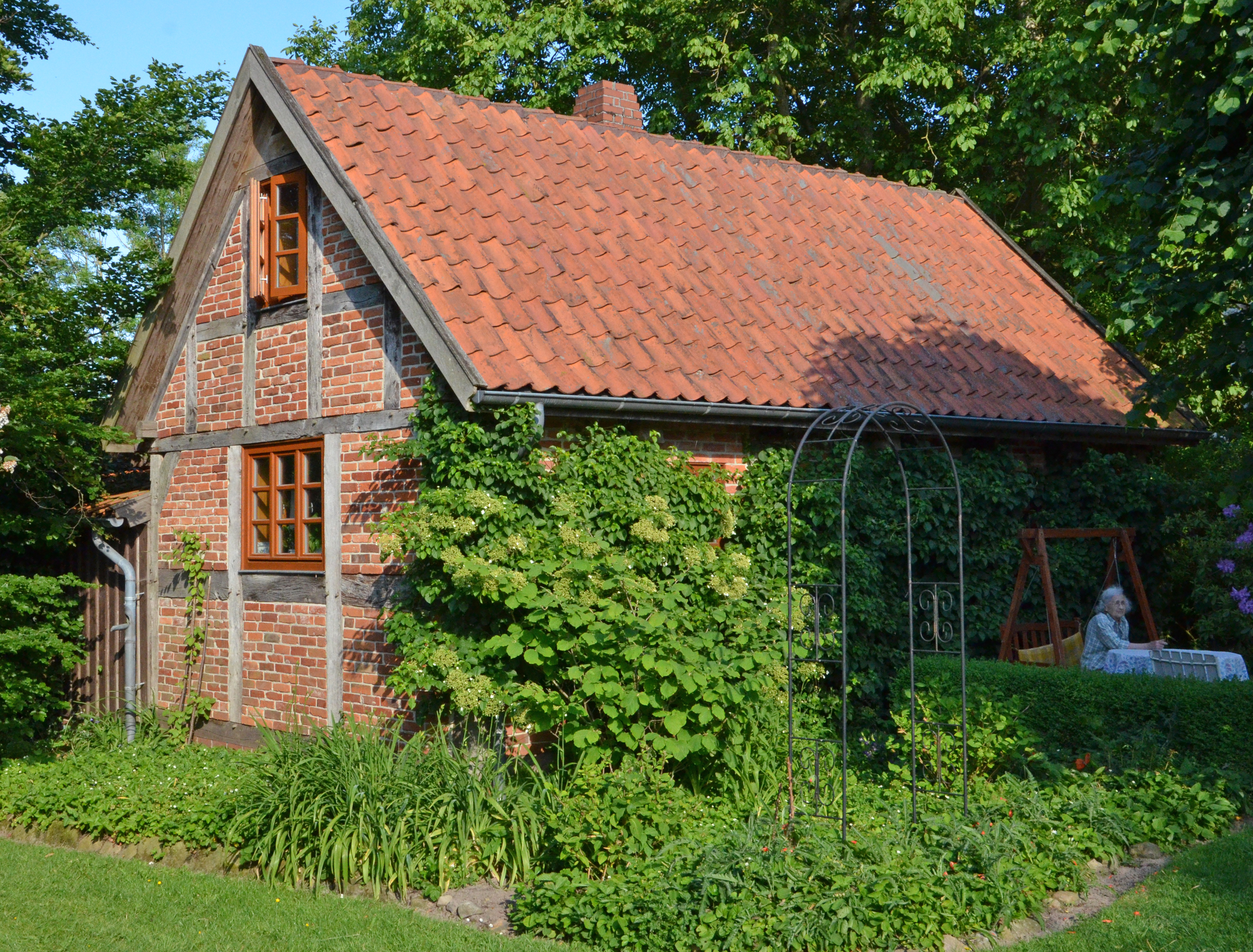
Nebengebäude